# Naturschutzgebiet Aplerbecker Wald
Das Naturschutzgebiet Aplerbecker Wald befindet sich im Dortmunder Stadtbezirk Aplerbeck in Nordrhein-Westfalen, Deutschland. Das 111,4 Hektar große Naturschutzgebiet wurde im September 2005 mit der ersten Änderung zum Landschaftsplan Dortmund-Süd unter Schutz gestellt.

## Beschreibung

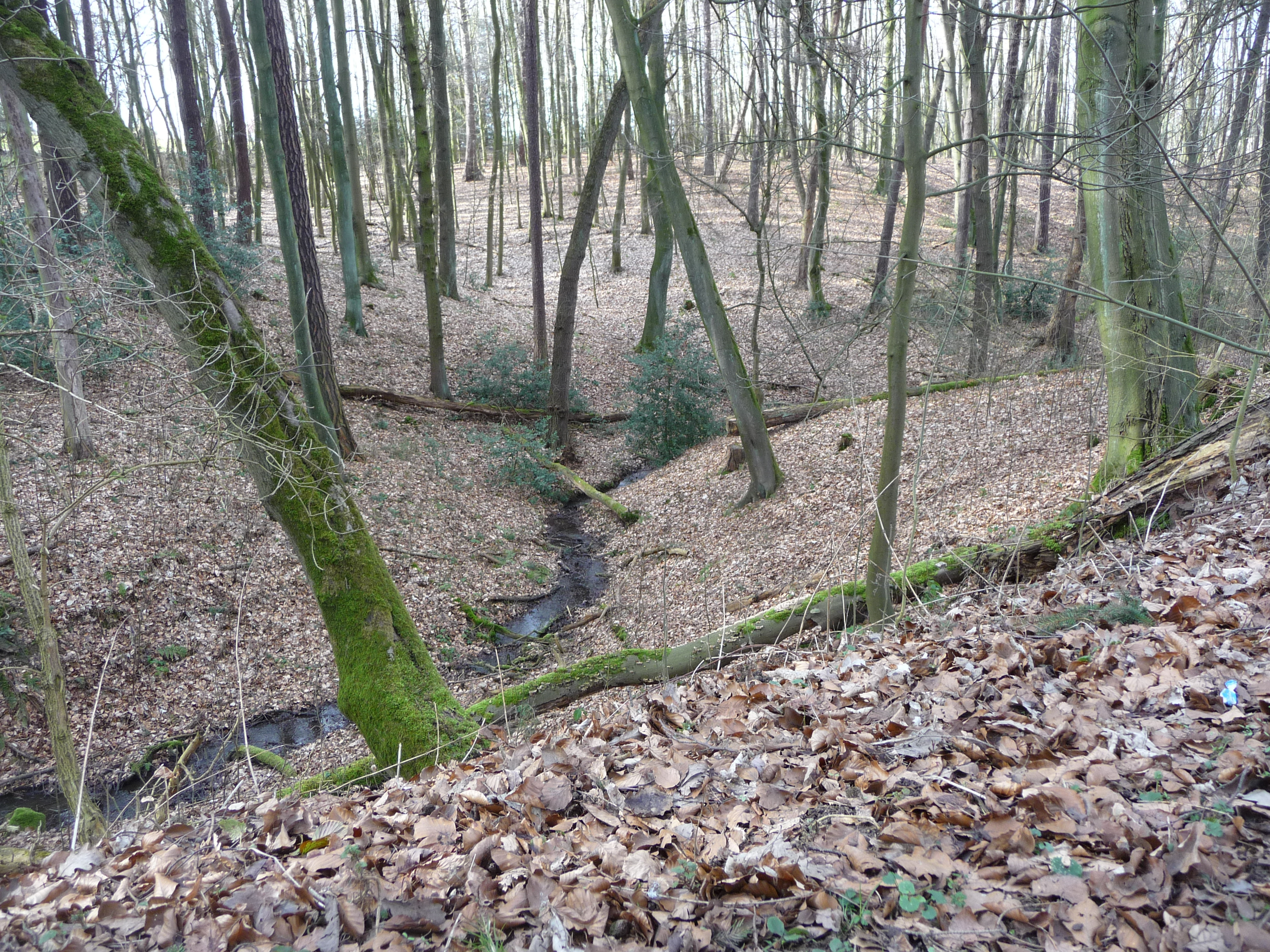
Bach im Naturschutzgebiet

Die mit dem Schwerter Wald zusammenhängende Waldfläche im Dortmunder Süden ist der Überrest der ursprünglichen, vor 150 Jahren noch fast vollständigen Bewaldung des Ardeygebirges zwischen Emscher und Ruhr.

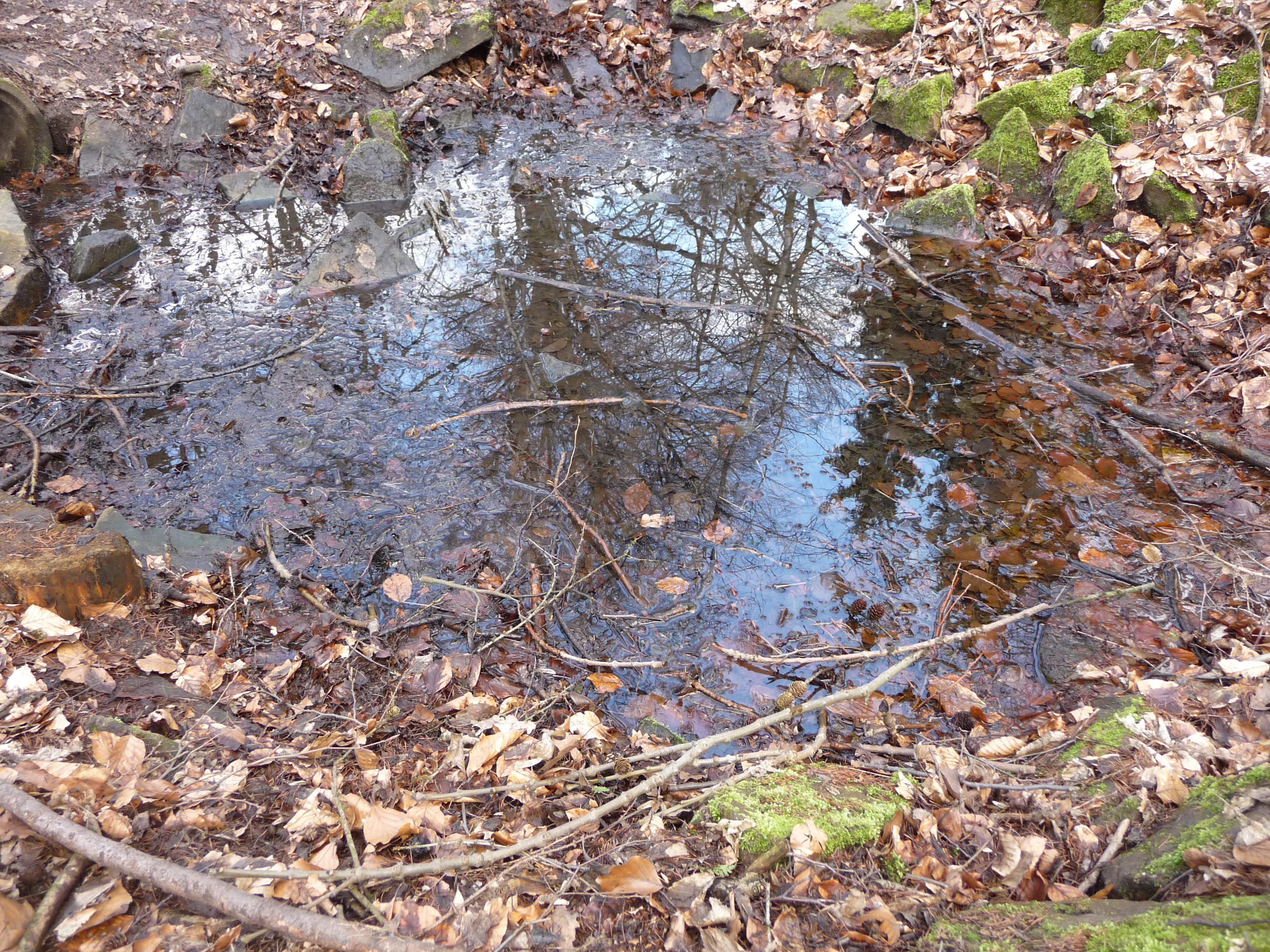
Quelltopf

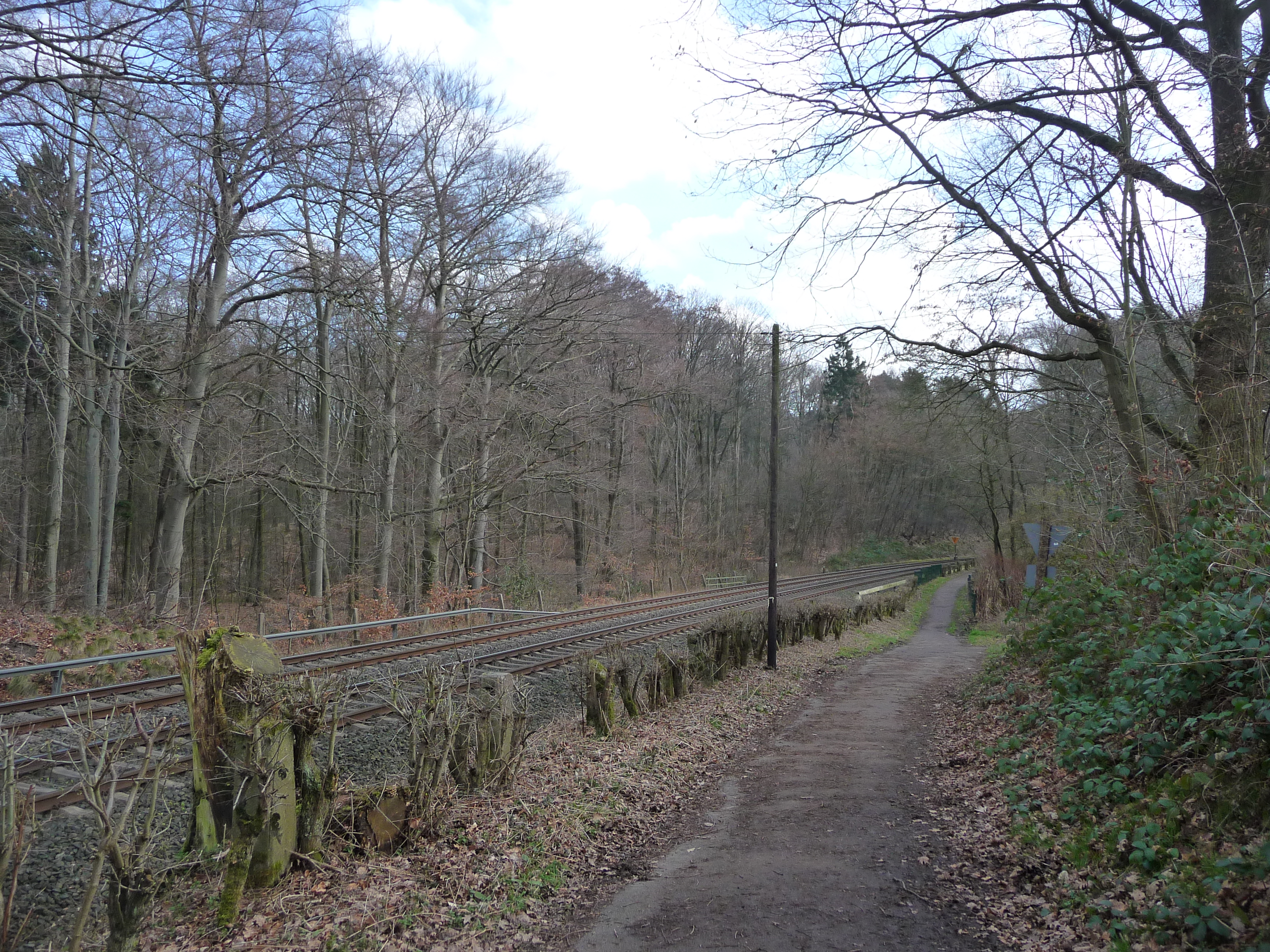
Bahnstrecke Dortmund – Schwerte in Höhe der Exzellenzstraße

Mehr als 100 Vogelarten wie Grauspecht und Waldbaumläufer, auch Tag- und Nachtgreifer wie Mäusebussard, Habicht und Sperber, Waldkauz und Waldohreule konnten in dem Waldgebiet beobachtet werden, 26 Vogelarten brüten nachgewiesenermaßen dort. Auch die Randflächen des Waldgebietes sind ökologisch wertvoll, vor allem als Lebensraum für Reptilien und Amphibien wie Feuersalamander, Bergmolch und Teichmolch, Erdkröte, Geburtshelferkröte und Kreuzkröte sowie für Wasser- und Grasfrosch. Zwei Bachläufe, acht Teiche und viele Tümpel werden als Laichplätze genutzt. Die ungestörten, sonnigen Waldschneisen an den beiden Bahnstrecken werden von Waldeidechse und Blindschleiche bewohnt.
Bereits 1987 wurde an der Aplerbecker Waldstraße ein provisorischer Amphibienfangzaun eingerichtet und jährlich in der Laichsaison betreut, ab 2002 wurde die Straße ganzjährig für den Durchgangsverkehr gesperrt. Für die Amphibien wurde ein Tunnel gebaut.

## Schutzziel
Als Inselbiotop dient das Naturschutzgebiet der Erhaltung, Entwicklung und Wiederherstellung von Lebensgemeinschaften oder Biotopen bestimmter, wild lebender Tier- und Pflanzenarten. Wichtigste Schutzmaßnahmen sind der Erhalt der Gewässer, die Sicherstellung der extensiven Grünlandnutzung und der Erhalt der Laubmischwälder.